# 谢尔盖·鲁宾斯坦
谢尔盖·鲁宾斯坦（俄语：Сергей Леонидович Рубинштейн，1889年6月18日—1960年1月11日），苏联心理学家和哲学家，也是苏联心理学马克思主义传统的创始人之一。他是苏联和随后国际心理学中“活动理论”的先驱。